# Psychotria elmeriana
Psychotria elmeriana är en måreväxtart som beskrevs av Bénédict Pierre Georges Hochreutiner. Psychotria elmeriana ingår i släktet Psychotria och familjen måreväxter. Inga underarter finns listade i Catalogue of Life.